# Dark kitchen

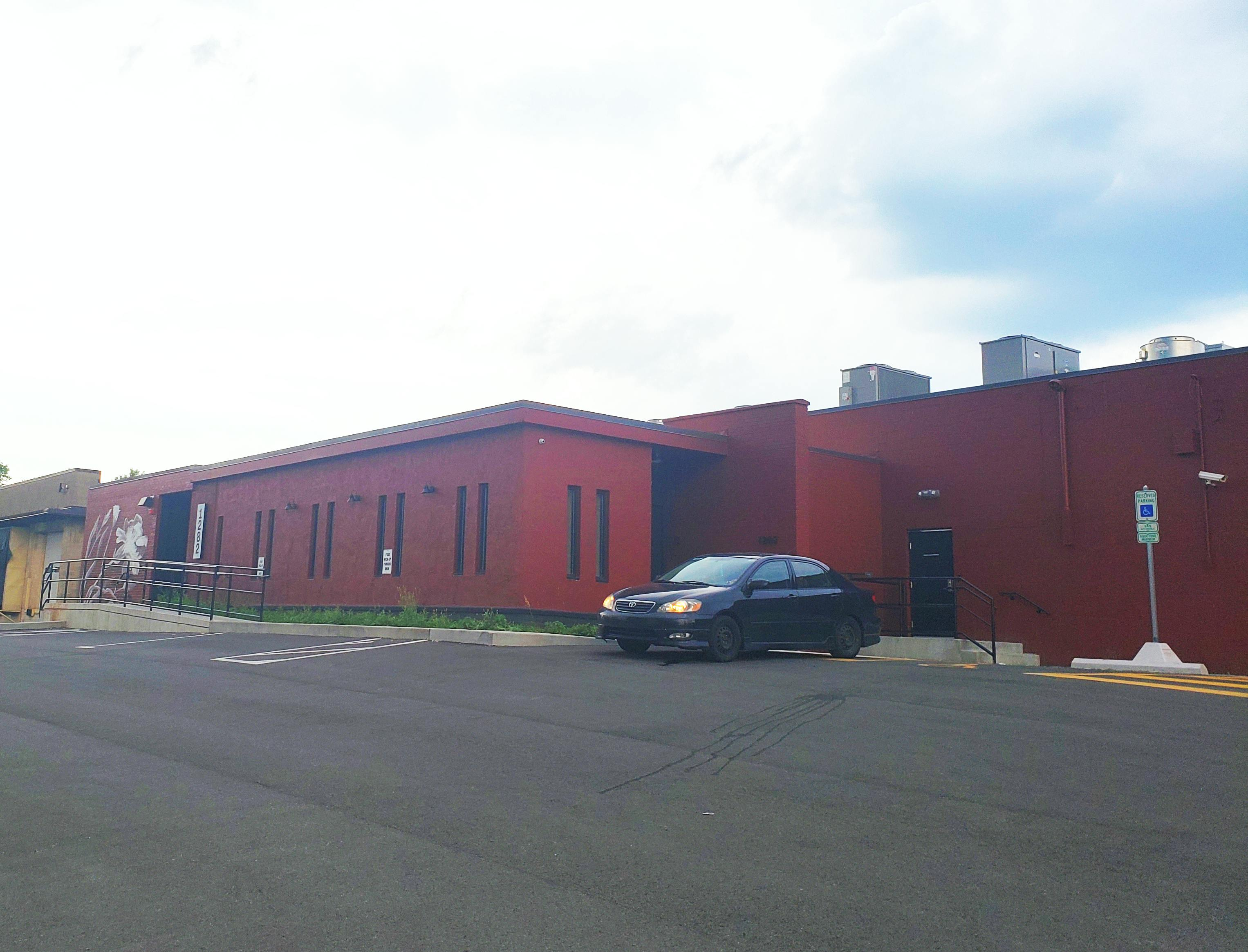
Um restaurante-fantasma nos Estados Unidos.

Restaurante-fantasma, também conhecido como dark kitchen, ghost kitchen e restaurantes virtuais são empresas de serviços de alimentação que atendem clientes exclusivamente por entrega, com base em pedidos por telefone ou pedidos online de alimentos. Por não ter uma premissa de restaurante de serviço completo com uma loja e sala de jantar, os restaurantes-fantasmas podem economizar custos ocupando imóveis mais baratos.
Embora os restaurantes normalmente obtenham mais com os clientes que jantam em um restaurante, devido ao dinheiro economizado por não ter uma sala de jantar e não contratar garçons, os restaurantes fantasmas têm despesas gerais significativamente mais baixas (mesmo considerando as despesas de operação de um serviço de entrega ou as taxas cobrado por empresas de entrega terceirizadas). Como a visibilidade, a restrição de tráfego, o tráfego de pedestres e a acessibilidade não são preocupações, a cozinha pode ser alojada em um local barato que normalmente não seria considerado desejável para um restaurante.
As dark kitchens surgiram em Londres, devido à popularização dos aplicativos de comida. O termo “cozinha fantasma” vem do fato de que tais estabelecimentos só podem ser encontrados nas páginas virtuais, mas não fisicamente.